# Монокорунд
Монокорýнд — штучний корунд у вигляді монокристалів гексагональної системи; різновид електрокорунду. Вирізняється від корунда досконалішою будовою. Містить у зерні близько 97 % Al2O3. Твердість за Моссом 9. Густина 3,99 г/см³. Температура плавлення 2050 °C. Показник заломлення: n0=1,768, ne=1,760. Монокорунд отримують з бокситів оксисульфідним методом, сплавляючи їх в електр. печі з сірчистим залізом та відновником (антрацитом чи коксом). Розчин окису алюмінію, що утворюється у розплаві при застиганні кристалізується у вигляді правильно розвинених кристалів корунду. Оптимальним для отримання М. є вміст у розплаві 4-7 % сульфідів алюмінію і менше 3 % сульфідів кальцію. М. використовують переважно як абразивний матеріал, рідше — для виготовлення вогнетривких та електроізоляційних виробів. М. випускають зернистістю від № 5 до № 80 за ГОСТ 3647-80*.